# Епархия Чиангмая

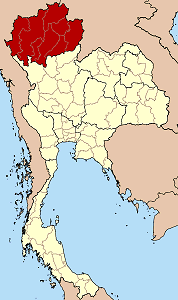
Карта епархии Чиангмая

Епархия Чиангмая (лат. Dioecesis Chiangmaiensis) — епархия Римско-Католической церкви с центром в городе Чиангмай, Таиланд. Епархия Чиангмая входит в митрополию Бангкока и распространяет свою юрисдикцию на территорию провинций Чиангай, Чианграй, Лампанг, Лампхун, Пхрэ, Пхаяу, Мэхонгсон и Нан. Кафедральным собором епархии Чиангмая является церковь Святейшего Сердца Иисуса Христа.

## История
В 1931 году Святой Престол учредил миссию Sui iuris в Чиангмае, когда два священника из монашеской конгрегации Парижское общество заграничных миссий прибыли в город из Бангкока. В этом же году в Чиангмае была построена первая католическая церковь Святейшего Сердца Иисуса Христа, которая в 1959 году стала кафедральным собором.
17 ноября 1959 года Римский папа Иоанн XXIII издал буллу «Caelorum regnum», которой учредил апостольскую префектуру Чиенг-Мая, выделив её из апостольского викариата Бангкока (сегодня — Архиепархия Бангкока). Первым епископом этой церковной структуры стал бывший епископ Дали Люсьен Бернар Лакост.
28 февраля 1965 года в Чиангмае был построен второй, более вместительный собор Святейшего Сердца Иисуса Христа.
18 декабря 1965 года Римский папа Павел VI издал буллу «Qui in fastigio», которой преобразовал апостольскую префектуру Чиенг-Мая в епархию.
2 июля 1969 года епархия Чиенг-Мая была переименована в епархию Чиангмая.
30 октября 1999 года в Чиангмае был построен третий по счёту собор Святейшего Сердца Иисуса Христа.

## Ординарии епархии
- епископ Люсьен Бернар Лакост S.C.I. di Béth.[1] (1959 — 28.04.1975) — апостольский администратор;
- епископ Роберт Ратна Бамрунгтракул (28.04.1975 — 17.10.1986);
- епископ Иосиф Сангвал Сурасаранг (17.10.1986 — 10.02.2009);
- епископ Франциск Ксаверий Вира Арпондратана (10.02.2009 — 11.01.2025 — назначен архиепископом Бангкока).

## Источник
- Annuario Pontificio, Libreria Editrice Vaticana, Città del Vaticano, 2003, ISBN 88-209-7422-3
- Булла Caelorum regnum, AAS 52 (1960), стр. 137 (лат.)
- Булла Qui in fastigio  (лат.)